# آنجلو اشتیلر
آنجلو اشتیلر (به آلمانی: Angelo Stiller) (زاده ۴ آوریل ۲۰۰۱) بازیکن فوتبال آلمانی است که در بوندسلیگای آلمان و باشگاه اشتوتگارت بازی می‌کند.
از تیم‌هایی که در آن بازی کرده است می‌توان به باشگاه فوتبال اشتوتگارت اشاره کرد. ظاهر متمایز و خاص او باعث بحث بسیاری از رسانه‌های دنیای فوتبال شده و برای او شهرتی کوچک دست و پا کرده است.

## دوران باشگاهی

### بایرن مونیخ
اشتیلر اولین بازی حرفه‌ای خود را برای بایرن مونیخ ۲ انجام داد و در فصل ۲۰–۲۰۱۹ در مجموع ۱۷ بازی را برای این تیم به میدان رفت. در اکتبر ۲۰۲۰، اشتیلر اولین بازی خود را برای تیم اصلی بایرن مونیخ در پیروزی ۳–۰ مقابل اف‌سی دورن در دی‌اف‌بی-پوکال (جام حذفی آلمان) فصل ۲۱–۲۰۲۰ انجام داد و نیمه دوم به عنوان بازیکن تعویضی به جای نیکلاس زوله وارد زمین شد. در ۱ دسامبر ۲۰۲۰، او اولین بازی خود را در رقابت‌های لیگ قهرمانان اروپا در تساوی ۱–۱ و خارج از خانه مقابل اتلتیکو مادرید انجام داد.

### هوفنهایم ۱۸۹۹
در ۱۸ ژانویه ۲۰۲۱، او برای فصل ۲۲–۲۰۲۱ به باشگاه هوفنهایم ۱۸۹۹ پیوست. در همان سال، در  15 دسامبر، او اولین گل بوندسلیگا خود را در بازی مقابل بایر لورکوزن به ثمر رساند.  

### اشتوتگارت
در 25 آگوست 2023، اشتیلر به اشتوتگارت رفت و قراردادی 4 ساله امضا کرد. او در مقابل هایدنهایم اولین گل خود را برای تیم به ثمر رساند و یک پاس گل داد. بعد در همان سال، او اولین گل خود را در لیگ قهرمانان اروپا در مقابل یانگ بویز به ثمر رساند. در ژانویه 2025 اشتیلر قرارداد خود را تا سال 2028 تمدید کرد

## دوران ملی
او در آگوست 2024 به تیم ملی دعوت شد، و در مسابقات لیگ ملت‌های اروپا(2025-2024) مقابل مجارستان و بوسنی و هلند و ایتالیا به میدان رفت. او اولین بازی ملی خود را مقابل مجارستان در 8 سپتامبر2024 بازی کرد.

## افتخارات

### باشگاهی
بایرن مونیخ ۲
- لیگا ۳: ۲۰۱۹–۲۰